# Tye Sheridan
Tye Sheridan   (Elkhart, 11 de novembre de 1996) és un actor estatunidenc. ÉÉs més conegut per interpretar el jove Scott Summers / Cyclops a X-Men: Apocalypse (2016), Deadpool 2 (2018) i X-Men: Dark Phoenix, així com Ben Goudy a Scouts Guide to the Zombie Apocalypse (2015) i Wade Watts a Ready Player One (2018).

## Filmografia
- 2011 : L'arbre de la vida (The Tree of Life) ... Steve
- 2012 : Mud ... Ellis
- 2013 : Joe ... Gary Jones
- 2014 : The Forger ... Will Cutter
- 2014 : Last Man Standing ... Justin
- 2015 : Dark Places ... young Ben Day
- 2015 : Last Days in the Desert ... Le fils
- 2015 : The Stanford Prison Experiment ... Peter Mitchell / 819
- 2015 : Scouts Guide to the Zombie Apocalypse ... Ben Goudy
- 2015 : Entertainment ... Eddie
- 2016 : X-Men: Apocalypse ... Scott Summers / Cyclope
- 2016 : Detour ... Harper
- 2017 : The Yellow Birds ... Daniel Murphy
- 2017 : All Summers End ... Conrad Stevens
- 2018 : Ready Player One ... Wade Owen Watts / Parzival
- 2018 : Age Out ... Richie
- 2018 : The Mountain ... Andy
- 2018 : Deadpool 2 ... Scott Summers / Cyclope
- 2019 : X-Men: Dark Phoenix ... Scott Summers / Cyclope
- 2020 : The Night Clerk ... Bart Bromley
- 2020 : Wireless ... Andy Braddock
- 2021 : Voyagers ... Christopher
- 2021 : The Card Counter ... Cirk
- 2021 : The Tender Bar ... J. R. Moehringer
- 2023 : Black Flies ... Ollie Cross